# Walking Big & Tall
«Walking Big & Tall» (укр. «Широко та високо крокуючи») — тринадцята серія двадцять шостого сезону мультсеріалу «Сімпсони», прем'єра якої відбулась 8 лютого 2015 року у США на телеканалі «Fox».

## Сюжет
На Спрінґфілдських міських зборах мешканці виявляють, що гімном «Тільки Спрінгфілд» користуються численні міста Північної Америки. Виявляється, що колишній мер міста Ганс Молеман придбав гімн у перевулку і продав його половині міст США (оскільки думав, що ніхто й ніколи не буде виїжджати за межі міста). Мешканці зв'язують його і відправляють конем у пустелю…
Ліса вирішує скласти новий оригінальний гімн. Вона залучається допомогою Барта, який прекрасно римує. Діти складають новий гімн під назвою «Спрінґфілд, чом ні?». На честь цього організовують музичний виступ і виконують його разом з іншими однокласниками.
Через надмірну вагу Гомеру важко сісти на своє місце, а коли йому доводиться встати для овацій, то вириває цілий ряд місць, завдаючи театру руйнування. Мардж вимагає, щоб він приєднався до групи контролю ваги.
Після прибуття до групи Гомер виявляє, що учасники не прагнуть скинути вагу — навпаки, вони заявляють, що ожиріння — прекрасне. Керівник групи Альберт, який через вагу пересувається мобільним скутером, запрошує Гомера приєднатись і «прийняти себе», що той і робить.
Група спричиняє протест біля магазину модного одягу, який, на їх думку, пропагуає нереально худі фігури. В результаті всіх (навіть шефа Віґґама) заарештовують. Мардж звільняє під заставу Гомера за умови, що він покине групу і приступить до дієти. Однак, він відмовляється від Мардж сім'ї і повертається до в'язниці зі своїми повними друзями.
Тим часом Ліса і Барт намагаються скласти другу пісню, щоб переконати Гомера покинути групу. Однак, при поданні нової пісні групи так сперечаються, що їм цене вдається. Тоді Мардж змушена вказати чоловіку, що його лідерові, Альберту, просто ліньки ходити. Альберт піднімається зі свого скутера, щоб довести протилежнк, але страждає смертельним серцевим нападом.
На похоронах Альберта Гомер виголошує панегірик, але, дізнавшись, що померлому було лише 23 роки, він благає, щоб ожирілі люди схудли. Вони з Мардж йдуть додому, і він обіцяє зайнятися дієтою.
У фінальній сцені монтаж показує, що статура Гомера різко змінюється з його віком протягом наступних кількох десятиліть, однак все ж набуває чудового вигляду…

## Ставлення критиків і глядачів
Під час прем'єри серію переглянули 2,78 млн осіб з рейтингом 1.2, що зробило її другим найпопулярнішим шоу на каналі «Fox» тієї ночі, після «Сім'янина».
Денніс Перкінс з «The A.V. Club» дав серії оцінку B- сказавши:
|  | Недбала побудова серій сучасних «Сімпсонів» ніколи не було більш явним, ніж у «Walking Big & Tall», недбалому злиття двох малообещающую сюжетів, яким було б корисно дати трохи місця для дихання. Навіть більше, ніж звичайна результуюча тонкість основного і допоміжного сюжету, епізод створює один головний сюжет і просто відмовляється від неї на користь іншої, приголомшуючим результатом чого є заплутаний двоголовий монстр з епізоду, чиї спалахи веселощів в'януть під підлою низкою «жирних» жартів останньої змови. |

У лютому 2016 року сценариста серії Майкла Прайса було номіновано на премію Гільдії сценаристів Америки в області анімації 2015 року.
Згідно з голосуванням на сайті The NoHomers Club більшість фанатів оцінили серію на 3/5 із середньою оцінкою 2,76/5.